# RFC Xerxes in het seizoen 1962/63
Het seizoen 1962/1963 was het zevende jaar in het bestaan van de Rotterdamse betaaldvoetbalclub Xerxes. Na twee seizoenen bij de amateurs keerde de club terug naar het betaald voetbal. De club kwam uit in de Tweede divisie B en eindigde daarin op de 10e plaats. Tevens deed de club mee aan het toernooi om de KNVB beker, hierin werd de club in de eerste ronde uitgeschakeld door Alkmaar '54 (0–5).

## Wedstrijdstatistieken

### Tweede divisie B
|       | Baronie | BVV   | D.F.C. | EDO   | 't Gooi | Haarlem | Helmondia '55 | Hermes DVS | Hilversum | HVC   | LONGA | NOAD  | PEC   | RCH   | SVV   | Wilhelmina |
| ----- | ------- | ----- | ------ | ----- | ------- | ------- | ------------- | ---------- | --------- | ----- | ----- | ----- | ----- | ----- | ----- | ---------- |
| Thuis | 4 – 3   | 0 – 0 | 1 – 0  | 4 – 0 | 2 – 3   | 2 – 3   | 1 – 1         | 2 – 2      | 2 – 1     | 2 – 4 | 6 – 4 | 8 – 0 | 1 – 2 | 4 – 2 | 1 – 1 | 3 – 1      |
| Uit   | 2 – 0   | 2 – 1 | 1 – 0  | 2 – 3 | 3 – 0   | 5 – 2   | 3 – 2         | 4 – 2      | 0 – 5     | 5 – 3 | 2 – 0 | 2 – 2 | 1 – 5 | 4 – 4 | 1 – 5 | 0 – 3      |

### KNVB beker
| 1e ronde                                               | Alkmaar '54                                                  | 5 – 0 (2 – 0) | Xerxes |
| 13 oktober 1962 Plaats: Alkmaar Gemeentelijk Sportpark | János Hanek 25' (pen.), 41', –' Piet Buis 70' Wim Visser 90' |               |        |

## Statistieken Xerxes 1962/1963

### Eindstand Xerxes in de Nederlandse Tweede divisie B 1962 / 1963
| Stand | Gespeeld | Gewonnen | Gelijk | Verloren | Punten | Doelpunten voor | Doelpunten tegen |
| ----- | -------- | -------- | ------ | -------- | ------ | --------------- | ---------------- |
| 10e   | 32       | 13       | 6      | 13       | 32     | 80              | 64               |

### Topscorers
| #                | Naam                        | Goal |
| ---------------- | --------------------------- | ---- |
| 1.               | Martin Snoeck               | 19   |
| 2.               | Piet Kriesch                | 16   |
| 3.               | Faas Wilkes                 | 10   |
| 4.               | Ad Hommerson                | 9    |
| 5.               | Ben Damen                   | 4    |
| 5.               | Fred Petterson              | 4    |
| 7.               | Kees Hendriks               | 3    |
| 7.               | Wim Wolffers                | 3    |
| 9.               | Beb van der Heijden         | 1    |
| 9.               | Wim Pijpe                   | 1    |
| 9.               | John Spinhoven              | 1    |
| 9.               | Theo van Toledo             | 1    |
| 9.               | Frans Wuijts                | 1    |
| Eigen doelpunten |                             |      |
| 1.               | Willy Giesbers (Wilhelmina) | 1    |
| 1.               | Jan Paulissen (LONGA)       | 1    |
| 1.               | Hans Sigmond (Hermes DVS)   | 1    |
| Totaal           | Totaal                      | 80   |

| #      | Naam        | Goal |
| ------ | ----------- | ---- |
| –      | Geen speler | 0    |
| Totaal | Totaal      | 0    |